# Christen im Heiligen Land
Unter Christen im Heiligen Land versteht man in der Hauptsache einheimische Christen, die in Israel beziehungsweise den Palästinensischen Autonomiegebieten leben. Sie stellen eine Minderheit innerhalb der jüdisch und muslimisch dominierten Bevölkerung dieser Region dar und  sprechen  meistens arabisch (abgesehen von den Aramäern und Teilen der übrigen orthodoxen Konfessionen, s. u.) auch wenn sie einen israelischen Pass besitzen. Städte wie Bethlehem, Nazareth oder das Christliche Viertel und das Armenische Viertel der Jerusalemer Altstadt waren bis in die jüngere Vergangenheit mehrheitlich von Christen bewohnt oder geprägt. Die zunehmende Gewalt im Israelisch-Palästinensischen Konflikt führte seit den 1950er Jahren jedoch zu verstärkter Abwanderung ins Ausland.
Nach amtlichen Angaben zählte Israel (einschließlich Jerusalem) 187.900 Christen im Jahre 2023 (2006: 148.000), das waren 1,9 % der Bevölkerung, davon 141.800, oder drei Viertel, mit arabischer Muttersprache, was 6,9 % der arabischen Israelis ausmacht. Für Jerusalem werden 2006 genannt: 732.000 Einwohner, darunter 469.000 Juden (64 %), 239.000 Muslime (32 %) und 14.700 Christen (2 %). In den Jahren 2022 und 2023 war Israel das einzige Land in Nahost, wo die Zahl der Christen mit etwa 2 % p. a. zunahm.
Aufgrund der Bedeutung der Region für den Ursprung des Christentums sind fast alle christlichen Kirchen und Konfessionen im Heiligen Land vertreten. Unter den Begriff „Christen im Heiligen Land“ fallen daher auch alle Christen aus dem Ausland, die sich aus religiösen Gründen dort niedergelassen haben wie jene, die im Rahmen familiärer Bindungen im Lande sind. In Israel sind etwa ein Viertel aller Christen als Familienangehörige jüdischer Israelis ins Land gekommen oder als deren Nachfahren als Israelis geboren. 
Mit der ʿAlijjah von etwa 770.000 jüdischen und jüdischstämmigen, meist russischsprachigen ehemaligen Sowjetbürgern (1989–1995) gefolgt von noch einmal 130.000 Personen gleichen Hintergrunds bis 2007 kamen als deren Angehörige etwa 300.000 ebenfalls meist russischsprachige Nichtjuden ins Land, von denen viele, vielleicht 30.000 bis 40.000 (2016) christliche Orthodoxe sind, die den im Heiligen Lande einheimischen griechischen orthodoxen Pfarreien zuzurechnen sind, oder anderen christlichen Konfessionen angehören, die in der ehemaligen Sowjetunion verbreitet waren. Sie sind meist hebräischsprachig und zählen kulturell zum so genannten Jüdischen Sektor. Christliche junge Israelis ohne arabische Vorfahren sind wehrpflichtig, anders als orientalischstämmige christliche Israelis, die bei Erlass der Gesetze zur Wehrpflicht aus Sorge vor Loyalitätskonflikten davon ausgenommen wurden. Sie können als Freiwillige in die Streitkräfte, was christliche Israelis im wehrfähigen Alter zunehmend tun, um ihre Heimat vor Gefahren, wie Angriffe durch diktatorische Staaten der Region oder andere Mächte, wie Daesch, zu schützen.
Viele der bedeutendsten Ursprungsorte des Christentums liegen in den Palästinensischen Gebieten. Im heutigen Nablus, früher Sichem, im nördlichen Westjordanland erschien Abraham, dem Stammvater aller drei monotheistischen Weltreligionen, nach der Überlieferung Gott und versprach Abrahams Nachkommen das Land. Jesus von Nazareth wurde in Bethlehem geboren, seine Grabeskirche ist in der Altstadt des von Israel besetzten Ostjerusalems gelegen. Selbst Gaza findet im Alten Testament Erwähnung, als Ort der Gefangenschaft und des Todes des jüdischen Helden Samson.

## Christen in öffentlichen Funktionen
Im Israelischen Parlament gibt es meist einen christlichen Araber.
In den Palästinensischen Gebieten müssen laut einem präsidentiellen Dekret von 2001 die Oberhäupter von zehn Gemeinderäten christlich sein. Dieser Erlass gilt u. a. für Bethlehem, Ramallah, Birzeit und Taybeh. Einige dieser Gemeinden haben eine (deutliche) muslimische Mehrheit. Ein Dekret von 2005 besagt, dass mindestens sechs Sitze des Parlaments (Palästinensischer Legislativrat) an Christen vergeben werden müssen. Man kann jedoch davon ausgehen, dass diese Erlasse nicht allein für den politischen Einfluss der Christen verantwortlich sind. Auf dem 6. Generalkongress der Fatah in Bethlehem im August 2009 waren fünf der 80 gewählten Mitglieder des Revolutionsrats Christen. Damit sind sie, gemessen am Bevölkerungsanteil, überproportional in diesem einflussreichen Gremium vertreten.

## Liste christlicher Gemeinschaften

### Orthodoxe und orientalisch-orthodoxe Kirchen
- Griechisches Patriarchat von Jerusalem
- Russisch-Orthodoxe Kirche (seit 1858, ein Archimandrit)
- Rumänisch-Orthodoxe Kirche (seit 1935, ein Archimandrit)

- Patriarchat von Jerusalem der Armenischen Apostolischen Kirche
- Syrisch-Orthodoxe Kirche (ein Erzbischof)
- Koptische Kirche (seit dem 13. Jahrhundert, ein Erzbischof)
- Äthiopisch-Orthodoxe Kirche

- Assyrische Kirche des Ostens

### Katholische Kirchen
- Lateinisches Patriarchat von Jerusalem (römischer Katholizismus) mit der Kustodie des Heiligen Landes
- Melkitische Griechisch-Katholische Kirche
  - Erzeparchie Akka (Israel)
  - Patriarchat von Jerusalem (Ostjerusalem, Westjordanland und Gazastreifen)
- Maronitische Kirche
  - Erzeparchie Haifa und Heiliges Land (Israel)
  - Patriarchal-Exarchat Jerusalem und Palästina  (Ostjerusalem, Westjordanland und Gazastreifen)
- Armenisch-Katholische Kirche
- Syrisch-katholische Kirche
- Chaldäisch-Katholische Kirche

### Andere Kirchen
- Episkopalkirche von Jerusalem und dem Nahen Osten
- Evangelisch-Lutherische Kirche in Jordanien und im Heiligen Land
- presbyterianische Kirche Schottlands
- Baptisten
- andere protestantische Kirchen

### Weitere Gruppen
- Messianische Juden

## Bekannte Christen im Heiligen Land
- Riah Abu al-ʿAssal (* 1937), israelischer Altbischof des Bistums Jerusalem
- Joel Abu Hanna (* 1998), deutsch-israelischer Fußballer, Nationalspieler Israels
- Saleem Abboud Ashkar (* 1976), israelischer klassischer Pianist
- Hanān 'Ashrāwī (* 1946), palästinensische Politikerin und Wissenschaftlerin
- Mira ʿAwaḍ (* 1975), israelisch-bulgarische Schauspielerin
- Lucy Ayoub (* 1992), israelische Moderatorin und Slam-Poetin.
- Ashraf Barhom (* 1979), israelischer Schauspieler
- Kamal-Hanna Bathish (1931–2025), israelischer Weihbischof im Lateinischen Patriarchat Jerusalem
- Azmi Bishara (* 1956), Mitglied der Knesset für die Balad (Israel) (1996–2007), Kandidat als Premierminister
- Elias Chacour (* 1939), israelischer Alterzbischof der melkitisch-katholischen Kirche
- Scandar Copti (* 1975), israelischer Filmemacher
- Khouloud Daibes abu Dayyeh (* 1966), Ministerin
- George Deek (* 1984), israelischer Diplomat und Botschafter in Aserbaidschan
- Elias Friedman OCD (1916–1999), israelisch-südafrikanischer Karmelit
- Basel Ghattas (* 1956), israelischer Ingenieur, Politiker der Balad
- George Habasch (1926–2008), palästinensischer Politiker
- Emil Habibi (1922–1996), israelischer Schriftsteller, Journalist und Politiker der Maki
- Benny Hinn (* 1952), israelisch-US-amerikanischer Televangelist
- Bruno Hussar (1911–1996), ägyptisch-israelischer Aktivist, Gründer Wahat al-Salams
- Salim Joubran (1947–2024), Richter an Israels Oberstem Gericht
- Michael Karayanni (* 1964), Jura-Professor der Hebräischen Universität
- George Karra (* 1952), Richter an Israels Oberstem Gericht
- Michel Khleifi (* 1950), israelischer Drehbuchautor, Filmregisseur und Filmproduzent
- Clara Khoury (* 1976), israelische Schauspielerin
- George Khoury (1983–2004), israelischer Jugendlicher, Opfer eines propalästinensischen Mordattentats, zum „Ausgleich“ durch Arafat zum Märtyrer erklärt
- Makram Khoury (* 1945), israelischer Schauspieler
- Stéphane Legar (* 1998), togolesisch-israelischer Sänger, Tänzer und Model
- Ameer Makhoul (* 1958), Gründer einer israelischen NGO, Hisbollah-Spion
- Issam Makhoul (* 1952), Generalsekretär der Kommunistischen Partei Israels
- Pierre Mouallem SMSP (* 1928), israelischer Alterzbischof der Melkitisch-Katholischen Kirche
- Amal Murkus (* 1968), israelische Sängerin
- Gabriel Naddaf (* 1973), Priester, Sprecher des Griechisch-Orthodoxen Patriarchats Jerusalem, Mitbegründer des Forums zur Werbung von Christen für Zahal
- David Neuhaus (* 1962), israelischer Jesuit und Patriarchalvikar für hebräischsprachige Katholiken
- Levie van Ouwerkerk (* 1991), israelische Fußballnationalspielerin
- Daniel Rufeisen (1922–1998), israelischer Karmelit und Ordenspriester
- Anton Schammas (* 1950), israelischer Dichter, Schriftsteller, Dramatiker und Übersetzer
- Simon Shaheen (* 1955), israelisch-US-amerikanischer Weltmusik-Künstler und Jazz-Musiker sowie -Komponist
- Moses Wilhelm Shapira (1830–1884), Antiquitätenhändler in Jerusalem
- Johny Srouji (* 1964), israelischer Computeringenieur und Apple-Entwickler
- Elia Suleiman (* 1960), israelischer Filmregisseur
- Hana Sweid (* 1955), israelischer Ingenieur und Mitglied der Knesset
- Yousef Sweid (* 1976), israelischer Schauspieler und Tänzer
- Shibley I. Telhami (* 1951 oder 1952), israelisch-US-amerikanischer Politikwissenschaftler
- Tawfik Toubi (1922–2011), Politiker von Maki und Rakach, Mitglied der Knesset
- Aida Touma-Suleiman (* 1964), israelische Psychologin und Politikerin
- Mordechai Vanunu (* 1954), israelischer Nukleartechniker
- Munib Younan (* 1950), Bischof der Evangelisch-Lutherischen Kirche in Jordanien und im Heiligen Land und Präsident des Lutherischen Weltbundes